# Nicki Aycox
Nicki Lynn Aycox est une actrice et musicienne américaine née le 26 mai 1975 à Hennessey dans l'Oklahoma (États-Unis), et morte le 16 novembre 2022 d'une leucémie,.

## Filmographie

### Cinéma
- 1997 : Defying Gravity : Gretchen
- 1997 : Double Tap : une adolescente
- 1999 : The Dogwalker : Susan
- 2000 : Crime + Punishment : Cecil
- 2001 : Rave MacBeth : Lidia
- 2002 : Slap Her… She's French : Tanner Jennings
- 2003 : Jeepers Creepers 2 : Minxie Hayes
- 2003 : Projet Momentum : Tristen Geiger
- 2004 : Dead Birds : Annabelle
- 2007 : Dangereuse Séduction : Grace
- 2008 : Mercenary : une fille
- 2008 : X-Files : Régénération : Cheryl Cunningham (2e victime)
- 2008 : Une virée en enfer 2 (Joy Ride 2 : Dead Ahead) : Melissa
- 2008 : Animals : Nora
- 2009 : Tom Cool : Bridget
- 2010 : Lifted : Lisa Matthews
- 2010 : Ticking Clock : Polly
- 2012 : Death Method : Maggie

### Télévision
- 1996 : Code Lisa (Saison 4, Épisode 22) : Tammy
- 1997 : Troisième planète après le Soleil (Saison 2, Épisode 18) : Alyson
- 1997 : USA High (Saison 1, Épisodes 22 et 23) : Katherine Hanley
- 1997 : Incorrigible Cory (Saison 5, Épisode 4) : Jennifer
- 1998 : Significant Other (Saison 1, Épisodes 3, 4 et 5) : Brittany
- 1998 : Los Angeles Heat (Saison 1, Épisode 8) : Betty Joe
- 1999 : Cruelle justice (Cruel Justice) (TV) : Amy Metcalf
- 1999 : Providence (Saison 1, Épisodes 11, 12, 13, 14, 15, 16 et 17) : Lily Gallagher
- 1999 : Ally McBeal (Saison 3, Épisode 3) : Kim Puckett
- 1999 : X-Files (Saison 7, Épisode 5 : À toute vitesse) : Chastity Raines
- 2000 : Opposite Sex (Saison 1, Épisode 4) : Joely
- 2001 : Dark Angel (Saison 1, Épisode 20) : Syl
- 2001 : Les Experts (Saison 2, Épisode 10) : Ellie 'Jersey' Brass
- 2002 : Associées pour la loi (Saison 3, Épisode 15) : Patty Michel
- 2002 : La Treizième Dimension (Saison 1, Épisode 20) : Ricki
- 2002-2004 : Ed (Saison 3, Épisodes 7, 15, 16 et 21 ; Saison 4, Épisodes 16 et 17) : Stella Vessey
- 2004 : Las Vegas (Saison 1, Épisode 17) : Tammi Campbell
- 2004 – 2005 : Cold Case : Affaires classées (Saison 2, Épisodes 8, 9, 10, 12, 13, 14, 15, 17, 20 et 21) : Christina Rush
- 2004 – 2005 : LAX (Saison 1, Épisodes 10, 11 et 12) : Christine
- 2005 : Over There (Saison 1 sauf épisodes 10 et 11 sur 13) : Pvt. Brenda 'Mrs. B' Mitchell
- 2006 : Esprits criminels (Saison 2, Épisode 3) : Amber Canardo
- 2006 : Supernatural (Saison 1, Épisodes 11, 16, 21 et 22) : Meg Masters
- 2007 : John from Cincinnati (Saison 1, Épisode 7) : Jane
- 2008 : New York, police judiciaire (Saison 18, Épisode 15) : Kate Westwood
- 2008 : Supernatural (Saison 4, Épisode 2) : Meg Masters
- 2008 : Les Experts : Miami (Saison 7, Épisode 10) : Molly Reston
- 2009 – 2010 : Dark Blue (Saisons 1 et 2) : Jaimie Allen
- 2010 : Cold Case : Affaires classées (Saison 7, Épisodes 21 et 22) : Christina Rush
- 2013 : Profil criminel (Profile for Murder) : Jackie
- 2014 : Le Campus de la honte (Dead on Campus) : Danielle Williams